# Torre Mozza (Piombino)
Torre Mozza è una fortificazione costiera situata nel comune di Piombino, nella parte meridionale del suo territorio.
Per anni struttura ricettiva di tipo ristorativo, è stata recentemente restaurata e trasformata in una struttura alberghiera di fascia medio-alta, inaugurata ufficialmente nel 2015.

## Storia
La torre venne fatta costruire intorno al 1500 dai signori di Piombino, gli Appiani, con la funzione di avvistare le navi cariche di minerali in arrivo dall’Isola d’Elba e di sorvegliare la costa contro le invasioni dei pirati Saraceni. Torre Mozza Fece parte del sistema di Torri costiere del Granducato di Toscana. 
Successivamente venne realizzato anche un attracco per lo sbarco della lignite.

## Descrizione
Torre Mozza si trova nella parte meridionale del comune di Piombino, nella parte centrale del Golfo di Follonica.
La struttura si presenta come un imponente complesso in prossimità della riva del mare, costituito da 3 corpi di fabbrica addossati tra loro. Esistono tre parti costruite in epoche e fasi diverse.
Il corpo di fabbrica che guarda verso il mare, che costituiva l'antica torre di avvistamento con funzioni difensive, si presenta a pianta quadrata; questa conformazione è riferibile alla prima metà del XVI secolo, sia nei profili esterno ed interno che nei possenti spessori murari, rispettando le caratteristiche più diffuse nelle torri costiere dell'epoca.
La rimanente parte della struttura architettonica è stata aggiunta in aderenza al lato opposto che guarda verso terra; successivamente questa stessa parte è stata interessata da un'ulteriore aggiunta formante una palazzina.
La scala esterna si articola nella parte intermedia della struttura e conduce tuttora anche ai vari livelli che caratterizzano l'antica torre.
Il mare antistante la spiaggia è caratterizzato dalla presenza di una scogliera sommersa parallela alla costa a circa 10 metri dalla battigia, che contribuisce a formare una sorta di piscina naturale, ovvero un ambiente marino protetto da onde e correnti particolarmente apprezzato dai bagnanti durante la stagione estiva. In tale ambiente non è altresì infrequente imbattersi in qualche esemplare di piccola taglia della tipica fauna ittica di questo tratto di mare: salpe, occhiate, saraghi, triglie, scorfani.
Si attribuisce la presenza della citata scogliera a ciò che resta dell'antica via Aurelia di epoca romana, il cui tracciato però transitava sulla terraferma più ad est e con un orientamento diverso.
Se non fosse la via Aurelia, si tratterebbe comunque di un'altra strada risalente all'epoca romana.